# Oggetto magico

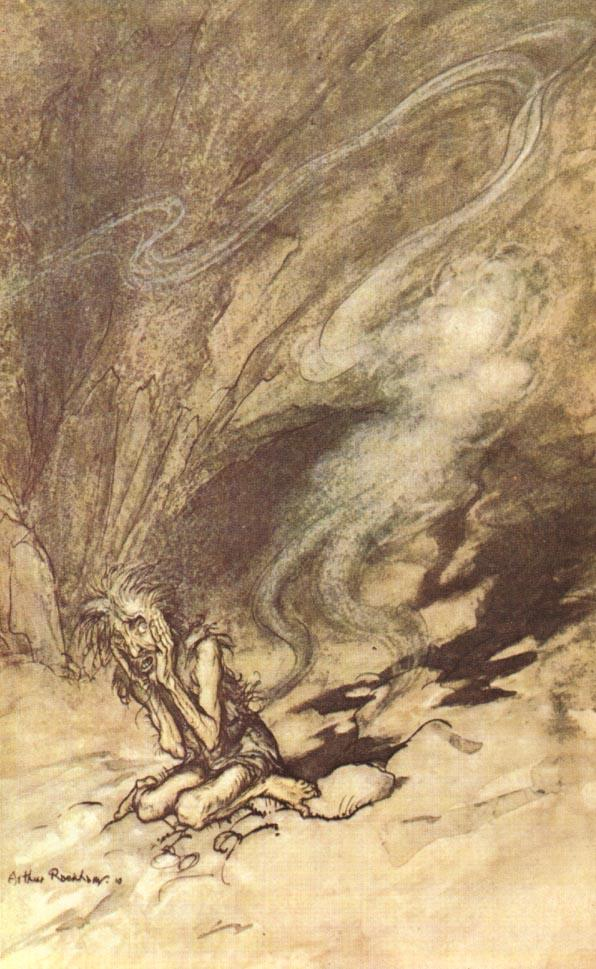
"Alberich indossa il Tarnhelm e scompare" illustrazione di Arthur Rackham in Das Rheingold di Richard Wagner: un oggetto magico con l'abilità di rendere invisibile chi lo indossa.

Un oggetto magico è un qualsiasi oggetto dotato di poteri magici. Essi possono agire autonomamente oppure essere strumenti nelle mani di persone o creature che ne vengono in possesso. Gli oggetti magici si trovano comunemente nel folklore e nel fantasy moderno.
Gli oggetti magici spesso hanno la funzione di escamotage narrativo per concedere abilità magiche. Possono dare capacità magiche a una persona che non ne ha, o accrescere il potere di un mago. Ad esempio, ne Lo Hobbit di  J. R. R. Tolkien, l'anello magico permette a Bilbo Baggins di essere in qualche modo utile nel viaggio di ricerca, pur non avendo per natura doti particolari da guerriero o stregone, aggiungendosi ai più abili nani.

## Fiabe
In certi generi di fiabe gli oggetti magici rivestono ruoli chiave nelle trame. La trama classica prevede che l'avventura del protagonista abbia inizio con la ricerca dell'oggetto magico in questione, attraversando varie peripezie; esistono però altre varianti di questa trama. Uno di questi archetipi, ad esempio, è la storia dove l'eroe inizialmente possiede un oggetto magico che gli porta successo, ma presto lo perde in maniera accidentale o attraverso azioni del nemico (ad esempio nella fiaba L'anello di bronzo di Andrew Lang), e deve quindi riconquistarlo per riottenerne il possesso. Un secondo tipo di intrecci vede oggetti magici che sfuggono al controllo una volta che il personaggio, in maniera più o meno fortuita, viene a conoscenza del modo in cui possano essere usati: ad esempio, il macinino (o attrezzi simili) in varie fiabe popolari in cui viene spiegato l'origine dell'acqua salata o il pentolino nella fiaba La pappa dolce dei fratelli Grimm.